# Дансько-шведська війна (1675—1679)
Дансько-шведська війна (1675—1679), Війна за Сконе, Сконська війна (дан. Skånske Krig, швед. Skånska kriget, нім. Schonischer Krieg) — одна з Північних воєн за участю союзу Данії і Норвегії, Бранденбургу та Швеції. Вона велася здебільшого на землях Сканії в колишніх данських Східних провінціях на кордоні зі Швецією та на півночі Німеччини. Хоча битви на території останньої розглядаються англійською, данською та шведською історіографією як театр Війни за Сконе, німецькою історіографією вони бачаться як окрема війна під назвою Шведсько-Бранденбурзька війна (нім. Schwedisch-Brandenburgischer Krieg).
Війну спричинила шведська участь у Франко-голландській війні. Швеція була союзницею Франції проти кількох європейських країн. Голландська республіка, зазнавши нападу з боку Франції, звернулася за підтримкою до Данії і Норвегії. Після деяких вагань, король Крістіан V розпочав у 1675 році вторгнення в землі Сканії, тоді як Швеція була зайнята війною проти Бранденбургу. Вторгнення в Сканію поєднувалося з одночасним Норвезьким фронтом, що називався Війна Ґіленлеве, змушуючи Швецію, яка вела оборонну війну, боротися на два фронти на додачу до її залучення в боротьбу з Священною Римською імперією.
Метою Данії було відновити владу над землями Сканії, які було передано Швеції за Роскільським договором. Хоча данський наступ мав спочатку великий успіх, шведський контрнаступ на чолі з 19-річним Карлом XI звів нанівець більшу частину здобутків цього наступу.
Це була війна без очевидного переможця; шведський військовий флот програв на морі, данську армію було розгромлено в Сканії шведами, які в свою чергу, зазнали поразки в Північній Німеччині від бранденбуржців. Війна і військові дії закінчилися, коли союзниця Данії Голландська республіка дійшла згоди з сильнішою союзницею Швеції Францією, а шведський король Карл XI узяв шлюб з данською принцесою Ульрікою Елеонорою, сестрою Крістіана V. Мир було укладено від імені Франції договорами у Фонтенбло (у 1679 р.) і в Лунді (між Швецією і Данією) та договором у Сен-Жермен-ан-Ле (в 1679 р.) (між Швецією та Бранденбургом) з відновленням влади Швеції над більшістю втрачених нею територій.